# Lacistema grandifolium.
Lacistema grandifolium. är en tvåhjärtbladig växtart som beskrevs av Adalbert Carl Karl Friedrich Hellwig Conrad Schnizlein. Lacistema grandifolium. ingår i släktet Lacistema och familjen Lacistemataceae. Inga underarter finns listade i Catalogue of Life.